# النا مارگاریت
النا مارگاریت (به انگلیسی: Elena Mărgărit) ژیمناست زادهٔ ۲۵ اکتبر ۱۹۳۶ میلادی اهل کشور رومانی است.